# Дилатація (суднобудування)
Дилата́ція — створення температурних швів у фальшборті судна, передбачених при будівництві, щоб уникнути розрив фальшборту від вигинання корпусу судна на хвилі і великих температурних стрибків атмосфери, гідросфери, навколишнього середовища. Часто температурний шов звуть дилатацією.
Ось фрагмент із заводської специфікації судна «Тойво Антикайнен»: «Фальшборт — зварна конструкція заввишки 1200 мм по всій довжині судна. Температурні шви (дилатація) — три по довжині фальшборту».
Судно на хвилі, в процесі вантажних операцій і температурних змін клімату прогинається і згинається і, якщо корпус являє собою жорстку конструкцію типу труби, то фальшборт виглядає вузькою смугою на тлі всього корпусу. При вигинанні, прогинанні судна і великих змін температури повітря фальшборт розірвало б, якби спеціально при будівлі судна не розривали фальшборт в декількох місцях. Але, щоб зварний фальшборт був безперервною перешкодою від хвиль, разриви роблять внапусток. Ось це і є дилатація — а фактично там не шви, а розриви.
У ті часи, коли для збору сталевого корпусу судна використовували заклепки (зварювання спочатку не використали в суднобудуванні), дірки для заклепок робили дещо більшого розміру для гри корпусу і таким чином гра заклепок у дірках знижувала негативний вплив дилатації.